# Матфей 1:5

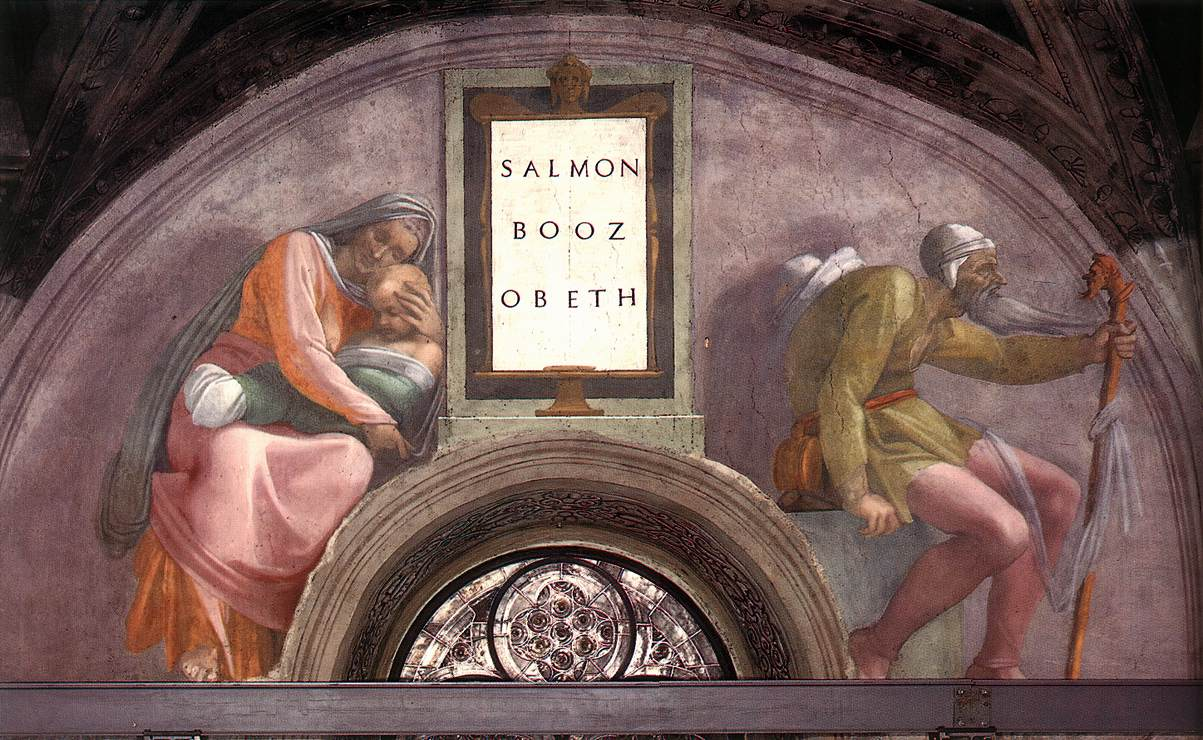
Салмон-Вооз-Овид Микеланджело. Мужчина справа считается Воозом, Руфь — женщиной слева, а ребёнок на её руках — Овидом.

Евангелие от Матфея 1:5 — пятый стих первой главы Евангелия от Матфея в Новом Завете. Этот стих является частью раздела, в котором приводится генеалогия Иосифа, отца Иисуса.

## Содержание
В Синодальном Переводе текст гласит:
Салмон родил Вооза от Рахавы; Вооз родил Овида от Руфи; Овид родил Иессея;

## Анализ
Эта генеалогия совпадает с генеалогией, приведённой в других местах Библии, включая Лк. 3:32. Здесь охватывается период от Исхода до основания Израильского царства. Отрывок проводит родословную через Салмона, Вооза, Овида и Иессея, из которых известен только Вооз. Здесь также упоминаются и 2 женщины, Раав и Руфь, обе известные персонажи Ветхого Завета. Для полного обсуждения женщин, упомянутых в генеалогии Матфея, см. Матфея 1:3.
Уильям Ф. Олбрайт и К. С. Манн отмечают, что автор Евангелия от Матфея пишет имя Раав как Рахава, что является отклонением от написания в Септуагинте, которое обычно использует Матфей. Форма Рахава также появляется и в сочинениях Иосифа Флавия. Они полагают, что это указывает на изменение произношения в период сочинения. Другая проблема, на которую указал Рэймонд Э. Браун, состоит в том, что положение Раав в этом стихе не соответствует другим традициям. Ни в одном другом источнике она не выходила замуж за Салмона и не рождала Вооза. Еврейская традиция считает её женой Иисуса Навина и, следовательно, также в другой период времени.

## Дополнительные материалы
Kyallo Mutua, Charles. Salmon Was the Father of Boaz by "[Rachab], " Mt 1:5: A Study of Rahab Traditions. Romae: Pontificia Universitas Urbaniana, 2000.